# Sōja (Shintō)
Sōja bzw. Sōsha (japanisch 総社, 惣社, 奏社, dt. „zusammengefasster Schrein“) bezeichnet Shintō-Schreine, in denen alle eingeschreinten Kami einer Region gemeinsam verehrt wurden. Diese Regionen können auch Lehensgüter (Shōen), Bezirke (Gun) und Dörfer sein, wobei jedoch mit diesem Begriff meist ganze Provinzen Japans gemeint sind.
Die erste Erwähnung von Provinz-Sōja findet sich im Tagebuch von Taira no Tokinori – dem Tokinori-ki – für den 9. März 1099 (traditionelles Datum: Kōwa 1/2/15) mit dem der Provinz Inaba. Das Hakusan no ki beschreibt, dass der Provinzgouverneur (Kokushi) den Sōja in seiner Provinz Kaga einrichtete, um nicht alle Schreine in seiner Provinz für die notwendigen Riten seines Amtes (wie z. B. seine Antrittszeremonie) besuchen zu müssen. Die Sōja befanden sich daher meist auch in der Nähe der Provinzhauptstadt (Kokufu). Diese Schreine wurden entweder neu geschaffen oder bereits bestehende wurden als Sōja designiert, was auch der „Erste Schrein“ der Provinz (Ichi-no-miya) sein konnte, der ebenfalls von wichtiger ritueller Bedeutung war. Daher wurden und werden beide Schreinformen auch miteinander verwechselt, zumal beide etwa im gleichen Zeitraum entstanden.
Der Name Sōja findet sich auch in Ortsnamen wie dem der Stadt Sōja in der Präfektur Okayama.

## Auflistung
| Region     | Provinz    | Sōja                                   | Sōja                      | heutige Stadt/Landkreis (gun), Präfektur |
| Region     | Provinz    | Transkription                          | Kanji                     | heutige Stadt/Landkreis (gun), Präfektur |
| ---------- | ---------- | -------------------------------------- | ------------------------- | ---------------------------------------- |
| Kinai      | Yamashiro  | keiner?                                |                           |                                          |
| Kinai      | Yamato     | keiner?                                |                           |                                          |
| Kinai      | Kawachi    | Shikiagatanushi-jinja                  | 志貴県主神社              | Sōsha, Fujiidera, Osaka                  |
| Kinai      | Izumi      | Izumiinuko-jinja keidai gosha sōja     | 泉井上神社境内五社総社    | Izumi, Osaka                             |
| Kinai      | Settsu     | keiner?                                |                           |                                          |
| Tōkaidō    | Iga        | unbekannt                              |                           |                                          |
| Tōkaidō    | Ise        | Miyake-jinja (Sōjadaimyōjin)           | 三宅神社                  | Suzuka, Mie                              |
| Tōkaidō    | Shima      | Kou-jinja?                             | 国府神社                  | Shima, Mie                               |
| Tōkaidō    | Owari      | Owari-Ōkunitama-jinja                  | 尾張大国霊神社            | Inazawa, Aichi                           |
| Tōkaidō    | Mikawa     | Sōja                                   | 総社                      | Toyokawa, Aichi                          |
| Tōkaidō    | Tōtōmi     | Ōmikunitama-jinja                      | 淡海国玉神社              | Iwata, Shizuoka                          |
| Tōkaidō    | Suruga     | Kanbe/Asama-jinja (Sōja)               | 神部・浅間神社            | Shizuoka, Shizuoka                       |
| Tōkaidō    | Izu        | Mishima-jinja?                         | 三嶋大社                  | Mishima, Shizuoka                        |
| Tōkaidō    | Kai        | Kaina-jinja (Shunomiya)                | 甲斐奈神社                | Higashiyamanashi-gun, Yamanashi          |
| Tōkaidō    | Sagami     | Rokusho-jinja                          | 六所神社                  | Ōiso, Naka-gun, Kanagawa                 |
| Tōkaidō    | Musashi    | Ōkunitama-jinja                        | 大國魂神社                | Fuchū, Tokio                             |
| Tōkaidō    | Awa        | Rokusho-jinja?                         | 六所神社                  | Tateyama, Chiba                          |
| Tōkaidō    | Kazusa     | Togakushi-jinja?                       | 戸隠神社                  | Sōja, Ichihara, Chiba                    |
| Tōkaidō    | Shimousa   | Rokusho-jinja                          | 六所神社                  | Ichikawa, Chiba                          |
| Tōkaidō    | Hitachi    | Hitachi-no-Kuni-Sōshagū                | 常陸國總社宮              | Ishioka, Ibaraki                         |
| Tōsandō    | Ōmi        | keiner?                                |                           |                                          |
| Tōsandō    | Mino       | Sōja (Nangū Otabi-jinja)               | 南宮御旅神社              | Fuwa-gun, Gifu                           |
| Tōsandō    | Hida       | Hida-sōsha                             | 飛騨総社                  | Takayama, Gifu                           |
| Tōsandō    | Shinano    | Iwa-jinja                              | 伊和神社                  | Sōza (惣社), Matsumoto, Nagano           |
| Tōsandō    | Kōzuke     | Sōja-jinja                             | 総社神社                  | Motosōja-machi, Maebashi, Gunma          |
| Tōsandō    | Shimotsuke | Ōmiwa-jinja (Sōjarokushodaimyōjin)     | 大神神社                  | Sōja-machi, Tochigi, Tochigi             |
| Tōsandō    | Mutsu      | Mutsu Sōsha-no-miya                    | 陸奥総社宮                | Tagajō, Miyagi                           |
| Tōsandō    | Dewa       | Rokusho-jinja?                         | 六所神社                  | Tsuruoka, Yamagata                       |
| Hokurikudō | Wakasa     | Sōjinja                                | 総神社                    | Obama, Fukui                             |
| Hokurikudō | Echizen    | Sōjadaijingū                           | 総社大神宮                | Echizen, Fukui                           |
| Hokurikudō | Kaga       | Isobe-jinja (Funamisha)                | 石部神社                  | Komatsu, Ishikawa                        |
| Hokurikudō | Noto       | Sōsha (Rokusho-jinja)                  | 総社                      | Nanao, Ishikawa                          |
| Hokurikudō | Etchū      | unbekannt                              |                           |                                          |
| Hokurikudō | Echigo     | Sōja (Fuchū-hachimangū)                | 総社                      | Jōetsu, Niigata                          |
| Hokurikudō | Sado       | Sōsha-jinja                            | 総社神社                  | Sado, Niigata                            |
| San’indō   | Tamba      | Sōjinja                                | 宗神社                    | Funai-gun, Kyōto                         |
| San’indō   | Tango      | unbekannt                              |                           |                                          |
| San’indō   | Tajima     | Keta-jinja                             | 気多神社                  | Toyooka, Hyōgo                           |
| San’indō   | Inaba      | nicht mehr erhalten                    |                           | Iwami-gun, Tottori                       |
| San’indō   | Hōki       | Kokuchōri-jinja (Sōjadaimyōjin)        | 国庁裏神社                | Kurayoshi, Tottori                       |
| San’indō   | Izumo      | Rokusho-jinja                          | 六所神社                  | Matsue, Shimane                          |
| San’indō   | Iwami      | Sōja (Ikan-jinja)                      | 伊甘神社                  | Hamada, Shimane                          |
| San’indō   | Oki        | Tamawakasumikoto-jinja (Sōjadaimyōjin) | 玉若酢命神社 (総社大明神) | Oki-gun, Shimane                         |
| San’yōdō   | Harima     | Itatehyōzu-jinja                       | 射楯兵主神社              | Sōsha-honmachi, Himeji, Hyōgo            |
| San’yōdō   | Mimasaka   | Sōsha                                  | 総社                      | Sōja, Tsuyama, Okayama                   |
| San’yōdō   | Bizen      | Bizen Sōja-no-miya                     | 備前国総社宮              | Okayama, Okayama                         |
| San’yōdō   | Bitchū     | Sōja                                   | 總社                      | Sōja, Okayama                            |
| San’yōdō   | Bingo      | Sōja-jinja                             | 総社神社                  | Fuchū, Hiroshima                         |
| San’yōdō   | Aki        | Sōja (Take-jinja)                      | 総社 (多家神社)           | Aki-gun, Hiroshima                       |
| San’yōdō   | Suō        | Kanakiri-jinja (Sōja) (Saba-jinja)     | ? (佐波神社)              | Sōsha-chō, Hōfu, Yamaguchi               |
| San’yōdō   | Nagato     | Sōsha                                  | 総社                      | Shimonoseki, Yamaguchi                   |
| Nankaidō   | Kii        | Fumori-jinja?                          | 府守神社                  | Wakayama, Wakayama                       |
| Nankaidō   | Awaji      | Jūichimyōjin-jinja                     | 十一明神神社              | Mihara-gun, Hyōgo                        |
| Nankaidō   | Awa        | Sōsha                                  | 総社                      | Tokushima, Tokushima                     |
| Nankaidō   | Sanuki     | Sōja                                   | 総社                      | Sōja, Sakaide, Kagawa                    |
| Nankaidō   | Iyo        | unbekannt, am Fluss Sōjagawa           |                           | (Imabari), Ehime                         |
| Nankaidō   | Tosa       | Sōsha                                  | 総社                      | Nankoku, Kōchi                           |
| Saikaidō   | Chikuzen   | unbekannt                              |                           |                                          |
| Saikaidō   | Chikugo    | unbekannt                              |                           |                                          |
| Saikaidō   | Buzen      | Sōsha-hachimangū                       | 惣社八幡宮                | Miyako-gun, Fukuoka                      |
| Saikaidō   | Bungo      | nicht mehr erhalten                    |                           | Ōita, Ōita                               |
| Saikaidō   | Hizen      | nicht mehr erhalten                    |                           | Saga, Saga                               |
| Saikaidō   | Higo       | Sōshadaimyōjin                         | 総社大明神                | Kumamoto, Kumamoto                       |
| Saikaidō   | Hyūga      | Tsuma-jinja?                           | 都万神社                  | Saito, Miyazaki                          |
| Saikaidō   | Ōsumi      | Haraido-jinja                          | 祓戸神社                  | Kokubu, Kagoshima                        |
| Saikaidō   | Satsuma    | Shukō-jinja                            | 守公神社                  | Satsumasendai, Kagoshima                 |
| Saikaidō   | Iki        | Sōsha                                  | 総社                      | Iki, Nagasaki                            |
| Saikaidō   | Tsushima   | unbekannt                              |                           |                                          |